# Терлінгуаїт
Терлінгуаїт — мінерал з формулою Hg4+3
Hg2+Cl2O2. Він утворюється внаслідок вивітрювання інших мінералів, що містять ртуть. Його було виявлено в 1900 році в місцевості Терлінгва округу Брюстер, штат Техас, на честь якого він і названий. Його колір жовтий, зеленувато-жовтий, коричневий або оливково-зелений.